# Bulbophyllum ellipticum
Bulbophyllum ellipticum är en orkidéart som beskrevs av Rudolf Schlechter. Bulbophyllum ellipticum ingår i släktet Bulbophyllum och familjen orkidéer. Inga underarter finns listade i Catalogue of Life.